# Заботин, Всеволод Фёдорович
Всеволод Фёдорович Заботин (29 декабря 1917 года, Николаев, РСФСР — 14 марта 1994 года , Херсон, Украина) — советский судостроитель, Герой Социалистического Труда, директор Херсонского судостроительного завода (1961—1986 гг.).
При нём заводом было освоено 18 проектов, построено 230 судов, из них 76 пошли на экспорт., а в городе Херсон заводом построен жилой микрорайон «Корабел».

## Биография
Родился 29 декабря 1917 года в г. Николаеве.
В 1941 году закончил Николаевский кораблестроительный институт.

### В годы войны
С началом войны был направлен в академию для переподготовки, но в суматохе отступления остатки николаевцев забрали в 733 стрелковый полк, затем попал в саперное училище, позже переведен в артиллерийское с ускоренным курсом обучения. Но в итоге, в марте 1942 года, как судостроитель был направлен в тыл в Астрахань, на 638 судостроительный завод.
На 638 судостроительном заводе начал работать мастером. Через пять месяцев назначен на должность строителя судов в филиал завода в Баку.
В феврале 1945 года Заботин получил свою первую государственную награду — Медаль «За оборону Кавказа». Ему не пришлось держать в руках оружие и стрелять, но те боевые корабли, которые строили и ремонтировали под его руководством, внесли немалый вклад в победу.

### После войны
После окончания войны В. Ф. Заботин возвратился в родной город на завод «61 коммунара».
В марте 1948 года он стал ответственным сдатчиком судов. А через три года — начальником стапельного цеха.
В 1955 году в возресте 38 лет Заботин был назначен главным инженером Херсонского судостроительного завода, который к тому времени построил всего пять танкеров.
В 1958 году заводу, по инициативе Заботина, было поручено строительство головного судна новой серии сухогрузов. Уже в апреле 1959 года сухогруз «Ленинский комсомол» был спущен на воду и встал у достроечной стенки. Потом была построена серия из 20 единиц судов этого типа.

### Директор завода
В 1961 году Заботина В.Ф выдвинули на должность директора Херсонского судостроительного завода.
При активном участием Всеволода Федоровича на Херсонских стапелях впервые в мировой практике была введена электросварка в углекислой среде в автоматическом и полуавтоматическом режиме, за что в апреле 1963 года Заботин получил Ленинскую премию.
При нём было освоено 18 проектов, построено 230 судов, из них 76 пошли на экспорт. И не только в страны соцлагеря. А ведь известно, какие требования предъявляют за границей к технике. Поначалу фирмы из капстран игнорировали все советское, но наша техника выдержала экзамен. Заказчиками завода стали Греция, Германия, Англия, Дания, Индия и другие страны. Было также построено 25 доков по пяти проектам.
Так же при участии Заботина в Херсоне была создана система подготовки кадров: Профориентация в школах, затем профтехучилища, техникум. Открыт филиал Николаевского судостроительного института. Создан учебный 28 цех, где оттачивались навыки будущих корабелов.
31 декабря 1970 г. Херсонский судозавод был награждён орденом Ленина, а через четыре месяца Всеволоду Заботину и сварщику Павлу Нимичу присвоили звания Героев Соцтруда.
С именем Всеволода Федоровича связанное появление прекрасного, зелёного, удобного для проживания жилого массива города Херсон — микрорайона Корабел, где для судостроителей построен целый городок с больницей, магазинами, кинотеатром, детскими садиками, школами.
В 1986 году в возрасте 69 лет Заботин покинул пост директора завода.
Всеволод Федорович Заботин ушел из жизни в 1994 году. На городском кладбище стоит памятник с его барельефом и изображением судов, которые он строил.

## Награды и премии
- Герой Социалистического Труда (1971)
- Орден Ленина (1971)
- Орден Отечественной войны 2-й степени (1985)
- Орден Трудового Красного Знамени (1966)
- Медаль «За оборону Кавказа» (1945)
- Лауреат Ленинской премии (1963) — за разработку и внедрение автоматической и полуавтоматической сварки в среде углекислого газа[1]
- Почетный гражданин города Херсона (1988)[2]
- Кавалер большой ленты египетского ордена Заслуг (1973) — за участие в организации строительства в Александрии (Египет) верфи по советскому проекту.[1]

## Память
В 2009 году в Херсоне были открыты сквер и памятник в честь В. Ф. Заботина.